# 九宫山镇
九宫山镇，是中华人民共和国湖北省咸寧市通山县下辖的一个乡镇级行政单位。

## 行政区划
九宫山镇下辖以下地区：
横石谭社区、韩家村、富有村、牌楼村、程许村、畈中村、南城村、横石村、彭家垅村和寨头村。

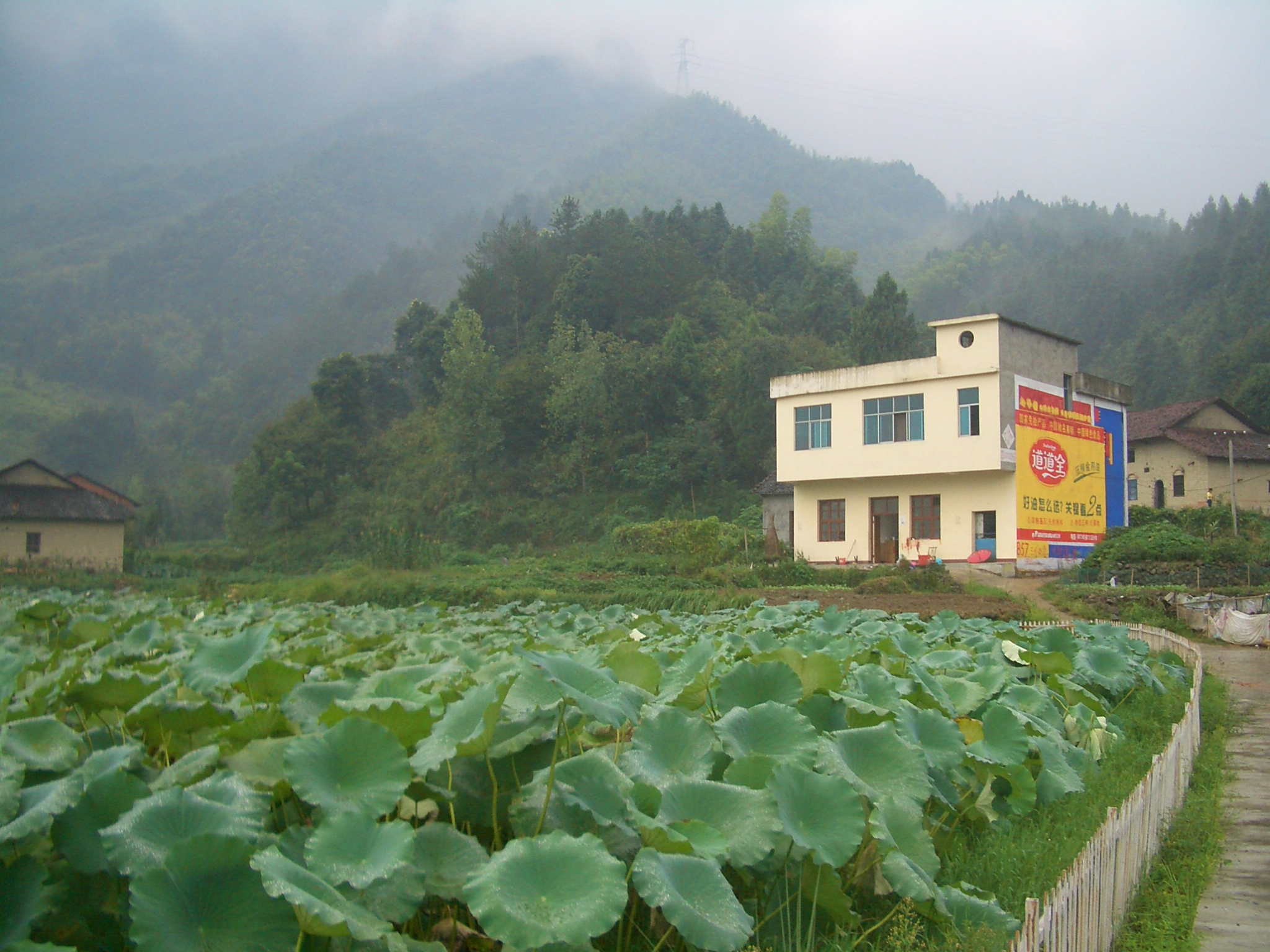
程许村
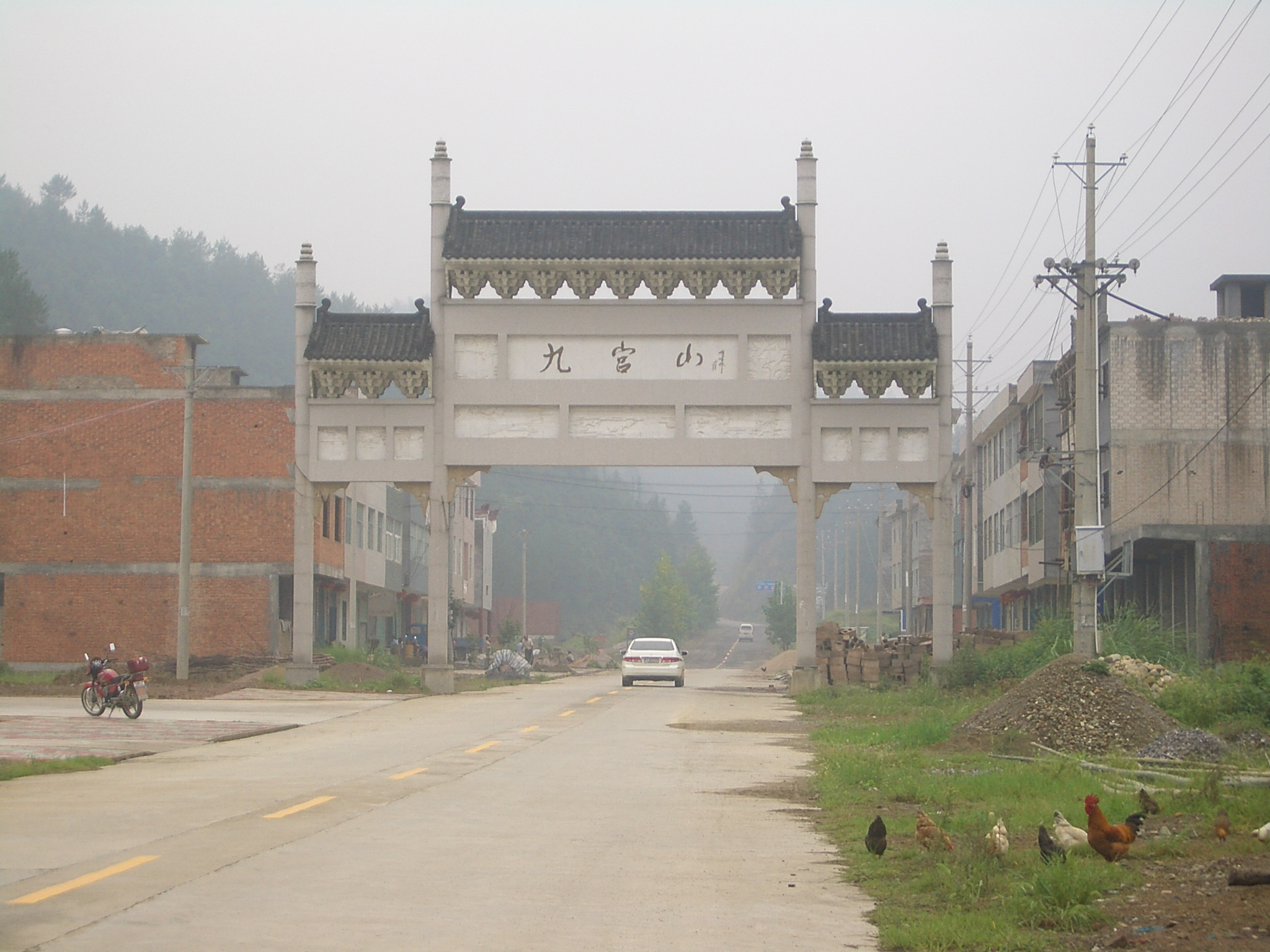
往九宫山风景区的路
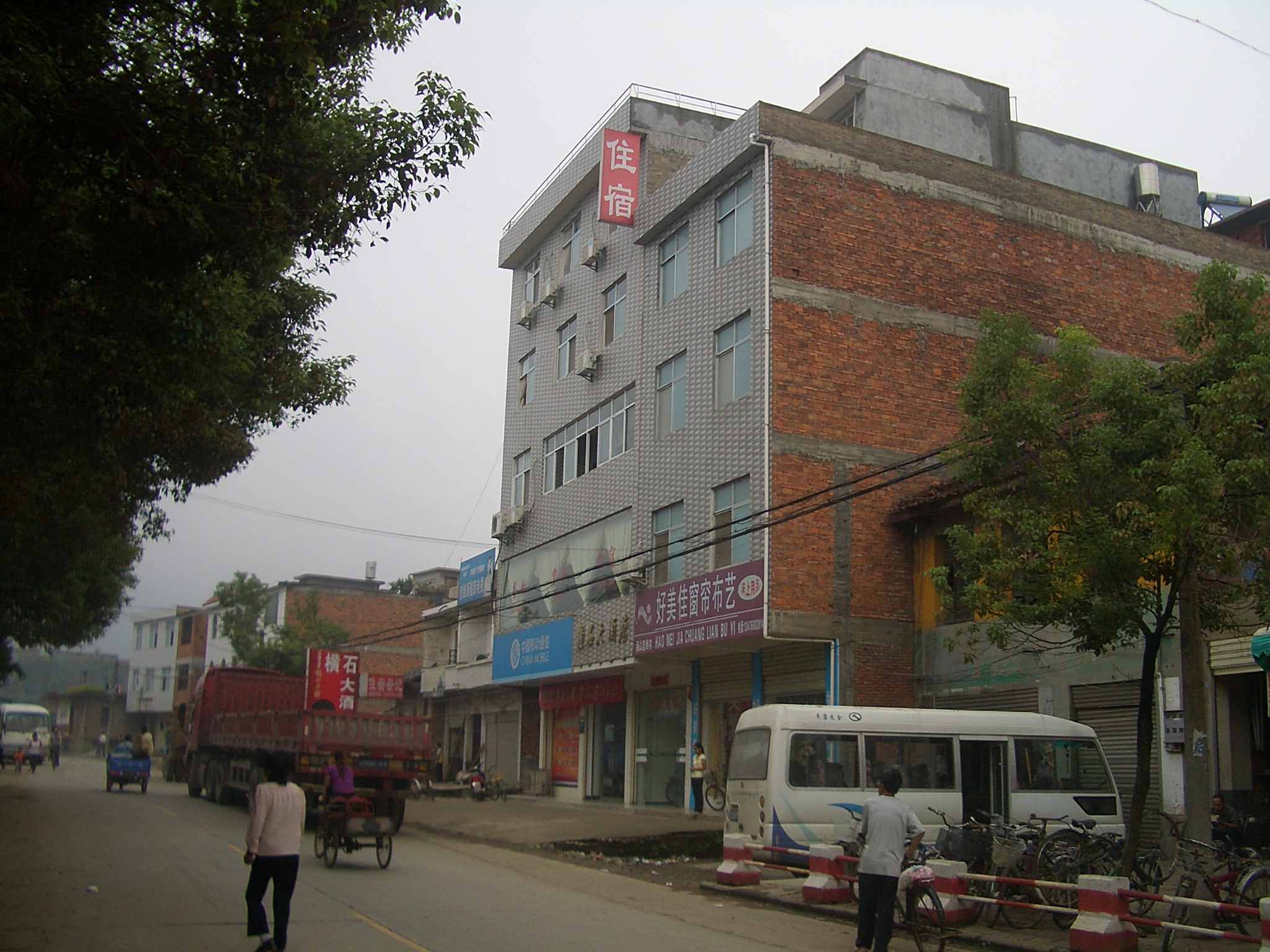
横石谭社区
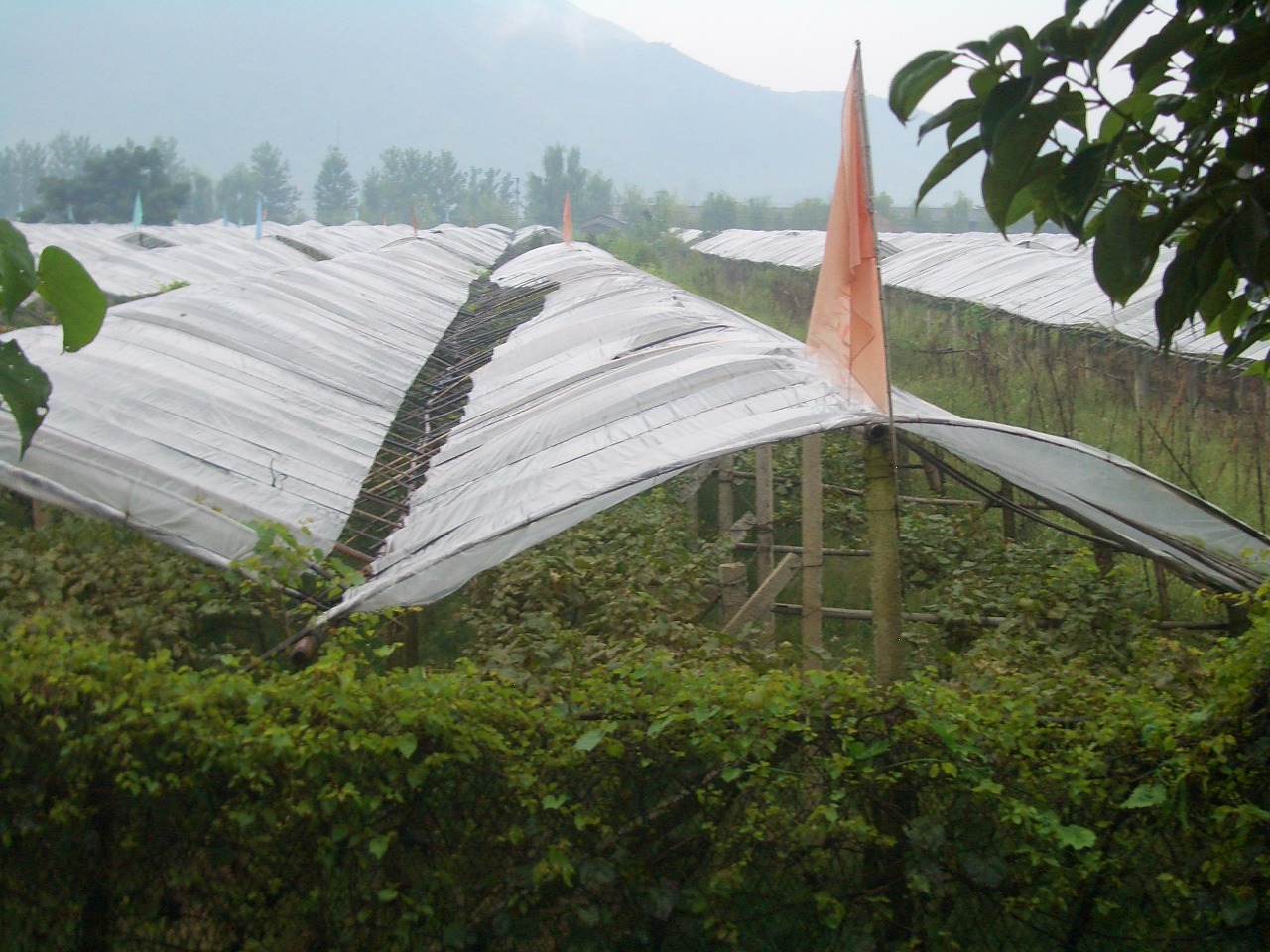
畈中村葡萄园